# Betsaide
Betsaide és un petit cim que es troba entre l'Udalatx i l'Amboto, amb una altitud 564m sobre el nivell del mar. Se situa al País Basc.
La particularitat d'aquest lloc és que en s'hi ajunten els tres territoris històrics d'Euskadi: Guipúscoa (Gipuzkoa), Àlaba (Araba) i Biscaia (Bizkaia). Just en el punt de trobada s'hi alçar el monument al Muntanyenc desaparegut realitzat per l'arquitecte Luis Pueyo en els anys 50 per encàrrec de la Federació Basco-Navarresa d'Alpinisme. A pocs metres s'hi ha construït l'any 1990 un altre monument de l'artista japonès Yoshin Ogata.
El Betsaide tanca la vall d'Arrazola i sota ell s'hi han explotat mines de coure, pel costat del Deba s'alça sobre el barri de Santa Àgueda d'Arrasate.
El Coll de Betsaide se situa entre el cim del Betsaide i l'Udalaitz i té una cota de 510 metres.
Betsaide també és el nom que té l'informatiu territorial que emet entre les 13.10 i les 14.00 hores Radio Nacional d'Espanya (RNE) a Euskadi.

## Descripció
El Betsaide és un petit cim de 564 metres d'elevació amb una prominència de 25. Aquest cim s'alça com un pujol sobre el camp de Karraskain que es troba a 538 metres sobre el nivell del mar i tanca, al nord, la vall del Arrazola format pel massís d'Amboto a esquerra i el Memaia, de 675 metres d'altitud, a la dreta. Al sud es troba la vall del Deba amb Arrasate als seus peus. A l'est s'alça l'imponent Udalaitz i a l'oest les estribaciones del Amboto.
L'elevació que conforma el cim de la muntanya s'alça sobre el camp de Karraskain de forma abrupta creant una espècie de pedestal on es s'hi ubica el monument als muntanyencs desapareguts.